# Égalité devant la loi
L’égalité devant la loi ou égalité en droit est le principe selon lequel tout être humain doit être traité de la même façon par la loi (principe d’isonomie). Aucun individu ou groupe d'individus ne doit donc avoir de privilèges garantis par la loi.

## En histoire de la philosophie
Le principe d'égalité devant la loi trouve son origine dans le principe d'isonomie défini par Clisthène au VIe siècle av. J.-C., et qui constituait l'un des fondements de la démocratie athénienne. Grâce à ce principe, Clisthène a mis en œuvre des réformes en 508 et 507 av. J.-C., qui consistaient principalement à créer de nouvelles circonscriptions populaires et une assemblée, la boulè, dotée de pouvoirs qui d'abord ont contrebalancé, puis surmonté et remplacé, ceux des aristocrates.
Le principe s'est développé dans la philosophie politique occidentale d'abord chez Aristote : dans son ouvrage sur la Politique, mais aussi dans l’Éthique à Nicomaque, le philosophe grec pose comme base de la démocratie « la liberté fondée sur l’égalité » ; ensuite, au XVIIIe siècle, on a imaginé un état de nature de l'être humain, et des droits naturels associés à cet état.
L'égalité a fait l'objet d'une longue réflexion de la part du philosophe français Jean-Jacques Rousseau, à partir de 1755 dans le Discours sur l'origine et les fondements de l'inégalité parmi les hommes dans lequel il exprime ses préférences en matière de gouvernement, et en 1762 dans Du contrat social. La philosophie de Rousseau a eu par la suite une longue postérité dans de nombreux pays du monde.

## Droit international
La Déclaration universelle des droits de l'homme affirme sur l'égalité devant la loi dans l'article 7 que « Tous sont égaux devant la loi et ont droit sans distinction à une égale protection de la loi. Tous ont droit à une protection égale contre toute discrimination qui violerait la présente Déclaration et contre toute provocation à une telle discrimination ». Puis le Pacte international relatif aux droits civils et politiques assure l'égalité devant la loi et la protection de la loi dans l'article 26 que « Toutes les personnes sont égales devant loi et ont droit sans discrimination à une égale protection de la loi ».

## Droit par pays

### Autriche
La loi sur l'égalité de traitement régit notamment la lutte contre les discriminations et le harcèlement.

### Canada
En droit canadien, l'égalité devant la loi est protégée par l'article 15 de la Charte canadienne des droits et libertés. Cette disposition prévoit plusieurs règles distinctes relatives à l'égalité devant la loi :
1. d'une part, « la loi ne fait acception de personne », ce qui correspond à la version primitive de l'égalité devant la loi
2. l'application égale de la loi à tous
3. le droit à la même protection de la loi
4. le droit au même bénéfice de la loi

Ces multiples formules visent à assurer une égalité réelle de tous les justiciables en droit, et pas seulement une égalité formaliste à l'intérieur d'une même loi. Car auparavant, sous le régime antérieur de la Déclaration canadienne des droits pendant les années 1960 et 1970, la Cour suprême du Canada interprétait l'égalité devant la loi de manière très étroite. Les experts en droit constitutionnel canadien considèrent que la rédaction actuelle de l'article 15 de la Charte canadienne vise notamment à casser un jugement rendu par la Cour suprême dans l'affaire Procureur général du Canada c. Lavell de 1974, où la Cour a considéré que les femmes autochtones n'étaient pas discriminées sur le plan du mariage par les règles assimilationnistes de la Loi sur les Indiens.
Les provinces ont aussi des lois quasi-constitutionnelles qui protègent l'égalité devant la loi dans l’exercice des droits. Au Québec, les articles 1 à 9.1 et 10, puis 10 et 10.1 à 20.1 de la Charte des droits et libertés de la personne protègent le droit à l'égalité dans l'exercice des droits et libertés. En Ontario, les articles 1 à 9 du Code des droits de la personne protègent l'égalité des droits.

### États-Unis
Le principe fut mis en œuvre dans des systèmes de démocratie libérale aux États-Unis après la révolution américaine et l'adoption d'une constitution en 1787.
Le quatorzième amendement de la Constitution des États-Unis garantit l'égale protection des droits à toute personne née en territoire américain ou ayant obtenu la naturalisation comme citoyen américaine.

### France

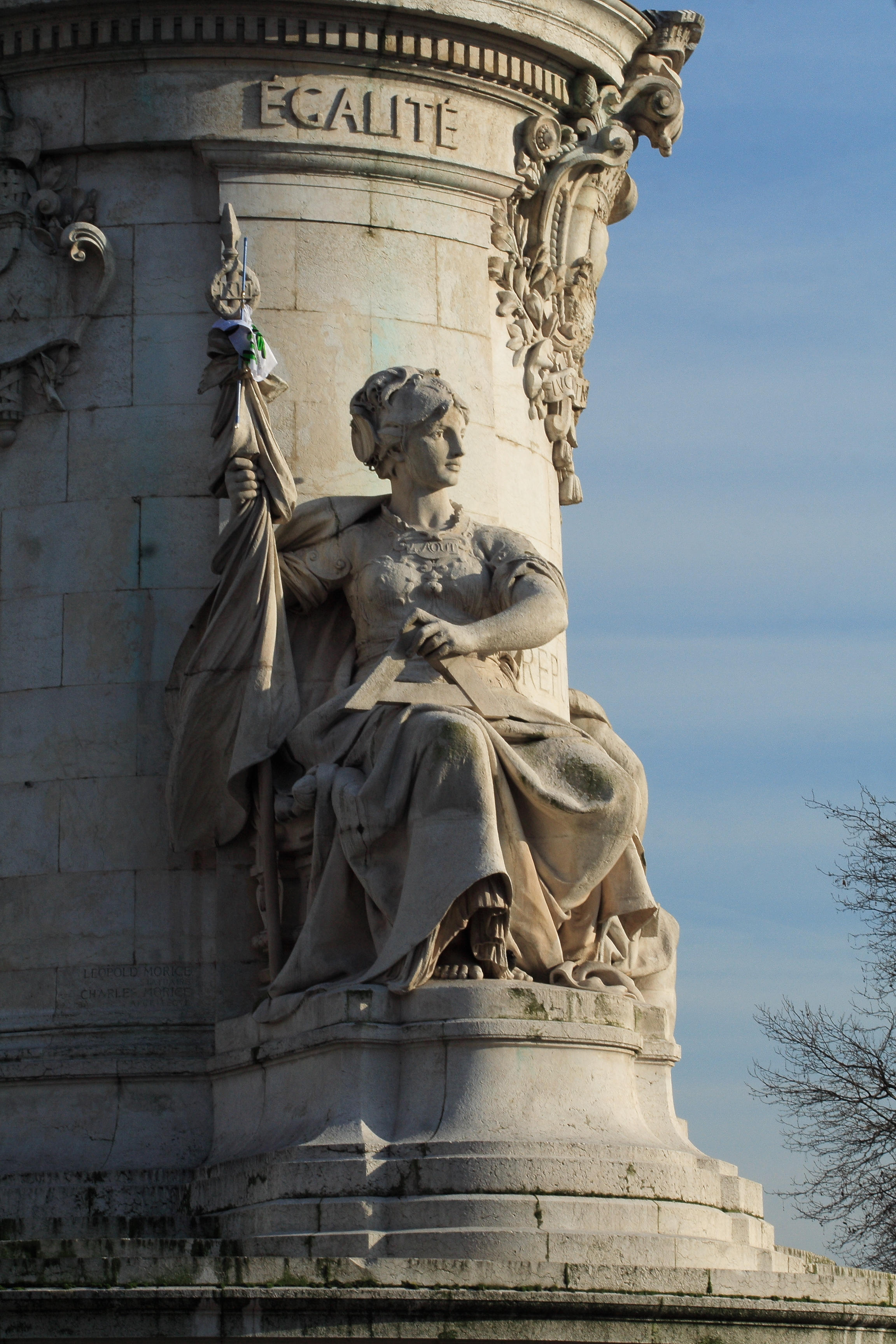
Allégorie de l'Égalité, sur la place de la République (Paris).

Le principe fut mis en œuvre Europe à la suite de la proclamation en France de la Déclaration des droits de l'homme et du citoyen de 1789.
La proclamation de l'abolition des privilèges dans la nuit du 4 août 1789 en France a été rapidement suivie entre les 20 et 26 août par le vote de la Déclaration des droits de l'homme et du citoyen, qui affirme le principe d'égalité :
- dans son article 1er : « Les hommes naissent et demeurent libres et égaux en droits ».
- dans son article 6 : « La Loi est l'expression de la volonté générale. Tous les Citoyens ont droit de concourir personnellement, ou par leurs Représentants, à sa formation. Elle doit être la même pour tous, soit qu'elle protège, soit qu'elle punisse. Tous les Citoyens étant égaux à ses yeux sont également admissibles à toutes dignités, places et emplois publics, selon leur capacité, et sans autre distinction que celle de leurs vertus et de leurs talents. »

### Suisse
En Suisse, la Constitution fédérale prévoit l'égalité de traitement : « Tous les êtres humains sont égaux devant la loi. Nul ne doit subir de discrimination du fait notamment de son origine, de sa race, de son sexe, de son âge, de sa langue, de sa situation sociale, de son mode de vie, de ses convictions religieuses, philosophiques ou politiques ni du fait d’une déficience corporelle, mentale ou psychique. » (article 8).

## Égalité en droits et équité
« [L]a majestueuse égalité des lois, qui interdit au riche comme au pauvre de coucher sous les ponts, de mendier dans les rues et de voler du pain. »

— Anatole France, Le Lys rouge
On oppose à la notion d'égalité en droit, celle d'égalité matérielle. La première est une égalité de moyen quand la seconde est une hypothétique égalité de résultats, portée par l'égalitarisme.
L'égalitarisme, à portée matérielle, entre en conflit avec l'égalité devant la loi : il implique en effet la possibilité d'inégalités juridiques destinées à lutter contre des inégalités sociales[réf. souhaitée]. On peut parler alors d'équité, c'est-à-dire d'un traitement différencié et équitable. Ces inégalités juridiques pourraient trouver à s'exprimer à travers les politiques dites de discrimination positive.
Pour l'économiste et philosophe autrichien Friedrich Hayek, l'égalité matérielle et l'égalité en droit sont incompatibles, car l'inégalité des conditions matérielles est une conséquence directe de l'égalité devant la loi, en raison des aptitudes différentes des individus. Il écrit ainsi : « il y a toutes les différences du monde entre traiter les gens de manière égale et tenter de les rendre égaux. La première est une condition pour une société libre alors que la seconde n'est qu'une nouvelle forme de servitude ».
Pascal Salin revient dans Libéralisme sur cette distinction et écrit qu'« il existe en effet deux notions différentes de l'égalité, l'égalité des droits et l'égalité des résultats. La première inspirait la Déclaration des droits de l'homme et du citoyen de 1789 […] mais c'est la seconde notion qui est devenue dominante […]. La première notion est manifestement libérale et individualiste, puisqu'elle consiste à reconnaître l'égale dignité de chacun, mais à le laisser libre de développer son propre destin à partir du moment où ses droits sont déterminés et respectés. La seconde est un pur produit du constructivisme, puisqu'elle consiste à penser que l'on peut interférer avec les résultats de l'action humaine et imposer une répartition des richesses conforme au modèle décidé par les détenteurs du pouvoir, en donnant a priori à chacun des droits sur l'activité d'autrui ».